# Fixin
 Fixin  es una población y comuna francesa, en la región de Borgoña, departamento de Côte-d'Or, en el distrito de Dijon y cantón de Gevrey-Chambertin.

## Demografía
| 634 | 566 | 817 | 883 | 826 | 785 |
| Para los censos de 1962 a 1999 la población legal corresponde a la población sin duplicidades (Fuente: INSEE [Consultar]) |     |     |     |     |     |